# Festuca tibetica
Festuca tibetica là một loài thực vật có hoa trong họ Hòa thảo. Loài này được (Stapf) E.B.Alexeev mô tả khoa học đầu tiên năm 1978.